# Sandugo
O Sandugo foi um pacto de sangue, realizado a 16 de março de 1565 na ilha de Bohol nas Filipinas, entre o navegador espanhol Miguel López de Legazpi e Datu Sikatuna, chefe de Bohol para selar a sua amizade seguindo a tradição tribal. Esta é considerada como o primeiro tratado de amizade entre os espanhóis e os filipinos. "Sandugo" é uma palavra que no idioma visayo significa "o mesmo sangue".

## Símbolo oficial
O Sandugo representa-se tanto na bandeira provincial como no  selo ou escudo oficial do governo em Bohol.
O emblema incorpora a imagem do pacto de sangue: A parte superior da junta explica a história por trás da Sandugo  que ocorreu em Bohol no lugar onde tinha ancorado a frota espanhola a 16 de março de 1565.

## Tradições

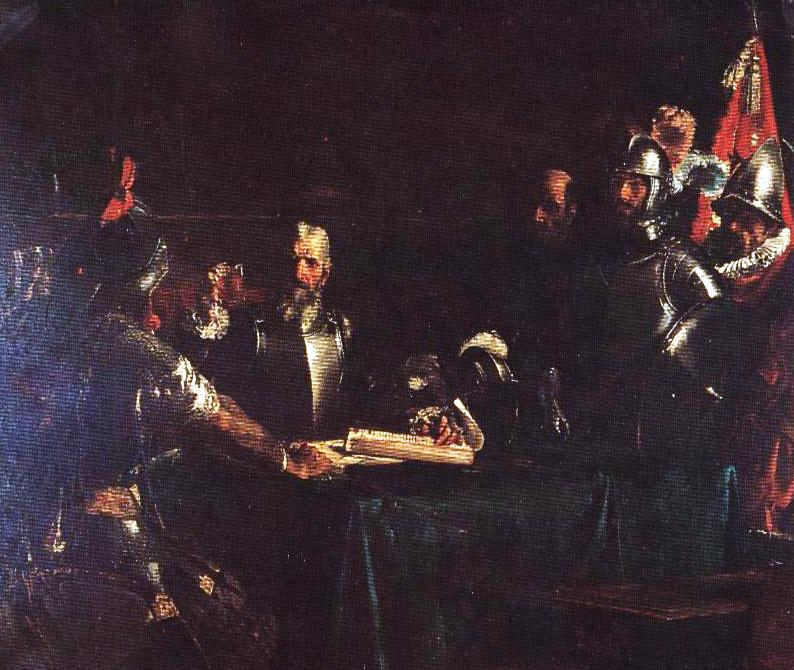
The Blood Compact de Juan Lua.

Mediante a realização de um pacto de sangue, mantém-se os laços de amizade entre os dois povos. Esta cerimónia foi o primeiro tratado de amizade entre os nativos e os espanhóis. Em honra a esta cerimónia, sendo presidente de Filipinas Elpidio Quirino estabeleceu a Ordem de Sikatuna.[carece de fontes?]

Em 1883 o pintor filipino Juan Lua representa este acontecimento histórico no seu quadro titulado O Pacto de sangue. Esta obra pictórica  obteve o primeiro prêmio na Exposição de Paris de 1885 e também na Louisiana Purchase Exposition de San Louis de 1904.

## 2
1. ↑  History of Bohol www.bohol.gov.ph  Retrieved November 16, 2006
2. ↑  Provincial Flag and Seal Arquivado em 6 de dezembro de  2006, no Wayback Machine. www.bohol.gov.ph  Retrieved November 16, 2006.
3. ↑  Tagbilaran City Seal Arquivado em 2007-06-28 na Archive.today www.tagbilaran.gov.ph  Retrieved November 16, 2006.
4. ↑  Juan Luna Arquivado em 21 de julho de  2011, no Wayback Machine. www.jose-rizal.eu Retrieved November 23, 2006.